# Pro-Wrestling: EVE
Pro-Wrestling: EVE, también conocida como EVE, es una empresa femenino independiente de lucha libre profesional inglesa en Reino Unido fundada en 2010 y dirigida por Dann y Emily Read. La empresa se agota en The Resistance Gallery en Bethnal Green y también promueve eventos en teatros y ayuntamientos. 
Incorpora feminismo, punk rock y lucha libre profesional. Se llevó a cabo el primer evento de lucha libre profesional para mujeres en Londres en marzo de 2016.

## Historia
Pro-Wrestling: EVE fue desarrollada originalmente en 2010 por la pareja casada Dann y Emily Read debido a su deseo de exhibir la lucha profesional femenina. También querían proporcionar modelos femeninos positivos para su hija. Emily describe la promoción como "feminista, de base empresa", así como el punk. En 2012, Pro-Wrestling: EVE se incluyó en el documental de la revista Vice, The British Wrestler, así como una característica en la revista Fabulous.
La promoción se suspendió temporalmente en 2012, mientras que Emily fue hospitalizada debido a tendencias suicidas en virtud de la Ley de Salud Mental. Más tarde fue dada de alta del hospital con un diagnóstico de trastorno bipolar. Las Reads pudieron volver a abrir la promoción y tuvieron su primer evento desde la pausa en marzo de 2016. Fue el primer evento de lucha libre profesional femenino en Londres.
En 2017, tanto la lucha femenina como la lucha profesional británica en general disfrutaron de un crecimiento en popularidad a nivel internacional. La transmisión de la promoción se muestra en internet pay-per-view (iPPV).

## Campeonatos
| Campeonato                                    | Actual (es) campeona (as)                      | Reinado | Días  | Localización           | Excampeona                 |
| --------------------------------------------- | ---------------------------------------------- | ------- | ----- | ---------------------- | -------------------------- |
| Pro-Wrestling: EVE Championship               | Rhia O'Reilly                                  | 1       | 2081+ | Bethnal Green, Londres | Viper                      |
| Pro-Wrestling: EVE International Championship | Jamie Hayter                                   | 1       | 2081+ | Bethnal Green, Londres | Utami Hayashishita         |
| Pro-Wrestling: EVE Tag Team Championship      | Medusa Suplex (Charli Evans & Millie McKenzie) | 1       | 1886+ | Londres, Inglaterra    | Gisele Shaw & Sammii Jayne |

## EVE: Hall of Fame
| Clase 2018    | |
| Klondyke Kate | - Fue la primera miembro inaugural del Salón de la Fama. En primer lugar luchó por World of Sport en la década de 1980. Kate fue incluida en la serie EVE Shevivor el 8 de diciembre de 2018. |